# Grosley-sur-Risle
Grosley-sur-Risle és un municipi francès situat al departament de l'Eure i a la regió de Normandia. L'any 2007 tenia 557 habitants.

## Demografia

### Població
El 2007 la població de fet de Grosley-sur-Risle era de 557 persones. Hi havia 208 famílies, de les quals 52 eren unipersonals (32 homes vivint sols i 20 dones vivint soles), 72 parelles sense fills, 68 parelles amb fills i 16 famílies monoparentals amb fills.
La població ha evolucionat segons el següent gràfic:
Habitants censats

### Habitatges
El 2007 hi havia 291 habitatges, 222 eren l'habitatge principal de la família, 55 eren segones residències i 14 estaven desocupats. 287 eren cases i 1 era un apartament. Dels 222 habitatges principals, 181 estaven ocupats pels seus propietaris, 33 estaven llogats i ocupats pels llogaters i 8 estaven cedits a títol gratuït; 2 tenien una cambra, 6 en tenien dues, 36 en tenien tres, 75 en tenien quatre i 103 en tenien cinc o més. 184 habitatges disposaven pel capbaix d'una plaça de pàrquing. A 99 habitatges hi havia un automòbil i a 101 n'hi havia dos o més.

### Piràmide de població
La piràmide de població per edats i sexe el 2009 era:
| Homes | Edats   | Dones |
| ----- | ------- | ----- |
| 0     | 95 o +  | 0     |
| 0     | 90 a 94 | 0     |
| 4     | 85 a 89 | 8     |
| 0     | 80 a 84 | 0     |
| 12    | 75 a 79 | 8     |
| 4     | 70 a 74 | 8     |
| 20    | 65 a 69 | 12    |
| 12    | 60 a 64 | 28    |
| 16    | 55 a 59 | 8     |
| 24    | 50 a 54 | 36    |
| 4     | 45 a 49 | 8     |
| 24    | 40 a 44 | 16    |
| 12    | 35 a 39 | 12    |
| 20    | 30 a 34 | 28    |
| 8     | 25 a 29 | 12    |
| 12    | 20 a 24 | 0     |
| 12    | 15 a 19 | 8     |
| 12    | 10 a 14 | 8     |
| 36    | 5 a 9   | 20    |
| 8     | 0 a 4   | 16    |

## Economia
El 2007 la població en edat de treballar era de 336 persones, 235 eren actives i 101 eren inactives. De les 235 persones actives 208 estaven ocupades (118 homes i 90 dones) i 27 estaven aturades (16 homes i 11 dones). De les 101 persones inactives 44 estaven jubilades, 22 estaven estudiant i 35 estaven classificades com a «altres inactius».

### Ingressos
El 2009 a Grosley-sur-Risle hi havia 224 unitats fiscals que integraven 538,5 persones, la mediana anual d'ingressos fiscals per persona era de 18.133 €.

### Activitats econòmiques
Dels 11 establiments que hi havia el 2007, 1 era d'una empresa de fabricació d'altres productes industrials, 3 d'empreses de construcció, 2 d'empreses financeres, 2 d'empreses de serveis, 1 d'una entitat de l'administració pública i 2 d'empreses classificades com a «altres activitats de serveis».
Dels 4 establiments de servei als particulars que hi havia el 2009, 2 eren paletes, 1 guixaire pintor i 1 saló de bellesa.
L'any 2000 a Grosley-sur-Risle hi havia 9 explotacions agrícoles.

## Equipaments sanitaris i escolars
El 2009 hi havia una escola maternal integrada dins d'un grup escolar amb les comunes properes formant una escola dispersa.

## Poblacions més properes
El següent diagrama mostra les poblacions més properes.